# 史氏刻齿雀鲷
史氏刻齿雀鲷（学名：Chrysiptera starcki），又稱史氏金翅雀鯛，俗名為厚殼仔、黃背雀、黄背魔，為輻鰭魚綱鱸形目隆頭魚亞目雀鯛科的其中一種。種名starcki是為了紀念海洋生物學家沃爾特·A·斯塔克二世（Walter A Starck II）於珊瑚海潛水時發現此物種。

## 分布
本魚分布於西太平洋區、包括琉球群島、台灣、澳洲昆士蘭、新喀里多尼亞、菲律賓、印尼、東加、法屬玻里尼西亞、夏威夷群島、所羅門群島、馬紹爾群島、加羅林群島、帛琉、密克羅尼西亞等海域水深20至60公尺的地區。

## 特徵
本魚體色接近寶藍色，而在頭背部包括背鰭在內皆為亮黃色，對比非常明顯，尾鰭鰭條為淡黃色；胸鰭基部有一黑色斑，體側每一鱗片皆具暗色邊緣，整體看起來有如網紋一般。背鰭硬棘13枚、背鰭軟條14至15枚、臀鰭硬棘2枚、臀鰭軟條15至17。體長可達8公分。

## 生態
本魚棲息在深的之礁緣底部，有岩塊或沙溝交錯的地形；獨居或以小群聚集。屬雜食性魚類，以動物性浮游生物或藻類為食。

## 經濟利用
體色鮮艷，其亮麗的體色使它成為水族箱內令人注目的焦點。

## 水族飼養
数量不多，属于少有的品种，价钱颇昂贵。在幼鱼时期，会联群一起生活，但成鱼后，侵略性,和领域意识会变得很高；在大型缸里，如果长大到成鱼长度，侵略性会增加，不畏惧大型鱼。